# Карпенко Сергій Васильович
Сергі́й Васи́льович Карпе́нко (нар. 19 травня 1981, Бориспіль, Київська область) — український футбольний тренер, колишній футболіст, що грав на позиції захисника.

## Біографія

### Кар'єра гравця
Професійні виступи на футбольному полі розпочав 1998 року в складі «Борисфена» з рідного Борисполя, провівши, утім, усього один матч в рамках другої ліги чемпіонату України.
По-справжньому ж професіональна футбольна кар'єра гравця розпочалася трьома роками пізніше — 2001 року в складі харківського «Арсенала», за який він провів 3 сезони. Згодом захищав кольори вінницької «Ниви», харківського «Геліоса» та «Нафтовика-Укрнафта» з Охтирки. У складі охтирської команди виборов право виступати у вищій лізі чемпіонату України в сезоні 2007/08. Дебют в елітному дивізіоні відбувся 5 серпня 2007 року в грі проти одеського «Чорноморця» (0:2). Наступного сезону разом з командою повернувся до першої ліги.
На початку 2009 року разом з низкою інших гравців «Нафтовика» проходив оглядини на тренувальних зборах криворізького «Кривбаса», за результатами яких разом із нападником Романом Каракевичем уклав із цим клубом контракт. Після року, проведеного у Кривому Розі, обидва гравці на початку 2010 року повернулися до «Нафтовика» на умовах оренди.
Влітку 2011 року на правах вільного агента став гравцем клубу «Нафтовик-Укрнафта». На початку 2012 року перебрався до команди «Львів», де провів 9 матчів. Через півроку перейшов на правах вільного агента до «Титану» (Армянськ). У команді взяв 5-й номер. Всього за «Титан» зіграв 43 матчі у Першій лізі та 2 у Кубку. У жовтні 2013 року Карпенко залишив команду в статусі вільного агента.
На початку 2014 року відновлювався після травми, граючи за команду «Путрівка» на Меморіалі Щанова. У квітні 2014 року приєднався до команди «Чайка» з Києво-Святошинського району, яка виступала в чемпіонаті Київської області, хоча перед цим був заявлений за «Бучу». У чемпіонаті області за «Чайку» провів 14 матчів.
З серпня 2014 року виступав за команду «Арсенал-Київ» у аматорському Кубку України, де також був дитячим тренером.
Згодом грав за «Патріот» (Баришівка), а закінчив ігрову кар'єру у 2017 році у складі аматорської команди «Авангард» із села Бзів Київської області.

### Тренерська кар'єра
Тренерську роботу розпочав у аматорських клубах «Авангард» (Бзів), з яким у 2019 році здобув Кубок України серед аматорів, та «Полісся» (Ставки). 2021 року очолив «Ниву» (Бузова), з якою виграв Другу лігу в сезоні 2022/23. Також його визнали найкращим тренером 2022 року в Другій лізі.
У серпні 2023 року очолив юнацьку (U-19) команду «Металіста 1925». З командою за підсумками сезону 2023/24 посів 12 місце в чемпіонаті України U-19. У червні 2024 року Карпенко став старшим тренером «Металіста 1925-2», який у сезоні 2024/25 було заявлено до другої ліги чемпіонату України.
28 липня 2024 року, після звільнення тренера основної команди «Металіста 1925» Віктора Скрипника за кілька днів до старту нового сезону, Карпенко був призначений виконувачем обов'язків головного тренера «жовто-синіх». Під його керівництвом команда набрала лише 1 очко у двох стартових турах Першої ліги, після чого 20 серпня 2024 року повноцінним головним тренером клубу було призначено Патріка ван Леувена, а Карпенко повернувся до роботи з «Металістом 1925-2». Після завершення сезону 2024/25 залишив харківський клуб.
1 серпня 2025 року ФК "Локомотив" (Київ) офіційно оголосив новий тренерський штаб команди. Головним тренером призначено Сергія Карпенка

## Досягнення

### Як гравця
- «Арсенал» (Харків):

 Срібний призер Другої ліги чемпіонату України: 2001/02, група В
- «Нафтовик» (Охтирка):

 Переможець Першої ліги чемпіонату України: 2006/07
- «Чайка» (Петропавлівська Борщагівка):

 Срібний призер Чемпіонату Київської області: 2014
- «Патріот» (Баришівка):

 Бронзовий призер Чемпіонату Київської області: 2016

### Як тренера
- «Авангард» (Бзів):

 Володар Кубка України серед аматорів: 2018/19
 Переможець Чемпіонату Київської області (3): 2017, 2018, 2019
 Володар Кубка Київської області: 2018
 Фіналіст Кубка Київської області (2): 2017, 2019
 Переможець Меморіалу Кірсанова: 2019
- «Нива» (Бузова):

 Переможець Другої ліги чемпіонату України: 2022/23
 Переможець Чемпіонату Київської області: 2021
 Володар Кубка Київської області: 2021
 Володар Суперкубка Київської області: 2021
 Фіналіст Меморіалу Олександра Щанова: 2021
 Переможець Меморіалу Олега Макарова: 2023
- Найкращий тренер Другої ліги чемпіонату України: 2022[5][6]